# Guttorm Gunnhildsson
Guttorm Gunnhildsson (también Guttorm Ketillsson) fue un vikingo noruego de Ringanes, que devastaba las islas británicas en el siglo XI. Aparece como personaje histórico en Heimskringla, donde se menciona que Guttorm, Finn Arnesson y el jarl Håkon Ivarsson organizaban expediciones hacia el oeste. Guttorn era hijo de Ketil Kalv y su esposa Gunnhildr.
Se hizo amigo del rey de Dublín Echmarcach mac Ragnaill con quien compartió algunas incursiones vikingas hacia el sur. Durante las embestidas en Bretland (Gales) comenzaron las desavenencias por el reparto del botín y se enfrentaron en el Estrecho de Menai con una fuerza de dieciséis barcos de Echmarcach contra cinco de Guttorm. Guttorm ganó la batalla tras rezar a Olaf II el Santo y prometerle la décima parte del botín; Echmarcach presuntamente murió durante el combate en 1052.